# FBP1
FBP1‏ (Fructose-bisphosphatase 1) هوَ بروتين يُشَفر بواسطة جين FBP1 في الإنسان.